# Ignoranza pluralistica
In psicologia sociale l'ignoranza pluralistica è un processo che coinvolge le persone quando sono all'interno di un gruppo.
Ciascuno pensa che gli altri abbiano più informazioni sulla situazione e quindi di fronte a un evento ambiguo le persone osservano il comportamento altrui per cercare di interpretarlo correttamente senza considerare che anche gli altri fanno lo stesso. Ciò porta ad un'elevata probabilità di inazione. 
Generalizzando si tratta di un processo che coinvolge diversi membri di un gruppo che pensano di avere diverse percezioni, credenze o attitudini rispetto al resto del gruppo. Essi si comportano comunque come gli altri membri del gruppo perché ritengono che siccome tutti si comportano allo stesso modo le opinioni all'interno del gruppo siano unanimi. Siccome quindi tutti i dissenzienti hanno la stessa percezione e si comportano come se concordassero con gli altri, ciascuno pensa di essere l'unico a dissentire e questo rafforza la propensione a conformarsi.
A causa dell'ignoranza pluralistica le persone tendono a conformarsi a quella che percepiscono come opinione consensuale invece che agire in base alle proprie percezioni e convinzioni.
L'ignoranza pluralistica può essere in contrasto con l'effetto del falso consenso. Nell'ignoranza pluralistica le persone privatamente disprezzano, ma pubblicamente sostengono una norma (o una convinzione), mentre l'effetto del falso consenso fa sì che le persone credano erroneamente che la maggior parte della gente la pensi come loro, mentre in realtà la maggioranza delle persone ha un'opinione diversa (ed esprime apertamente il disaccordo). Per esempio, l'ignoranza pluralistica può condurre uno studente a bere alcool eccessivamente perché crede che tutti gli altri lo facciano, mentre in realtà gli altri vorrebbero anche evitare di ubriacarsi bevendo, ma nessuno si esprime per timore di essere emarginato. Un falso consenso per la stessa situazione vorrebbe dire che uno studente crede che alla maggior parte delle altre persone piaccia bere eccessivamente, mentre alla maggioranza degli altri questo non piace ed esprimono apertamente la loro opinione al riguardo.

## Esperimento Latané-Darley
Nel 1970 gli psicologi sociali Bibb Latané e John Darley condussero un esperimento che dimostra come le informazioni utilizzate da un soggetto per definire un evento insolito non derivino soltanto dall'osservazione diretta da parte del soggetto stesso ma anche dal comportamento delle altre persone che assistono alla scena. 
L'esperimento prevedeva la convocazione di alcuni studenti in una sala d'aspetto per compilare un questionario. Come condizione variabile era prevista la presenza di un solo soggetto ignaro, la presenza di più soggetti ignari o la presenza di un soggetto ignaro e due complici.   
Mentre i partecipanti erano concentrati nel rispondere alle domande un fumo bianco veniva fatto uscire da una fessura sotto la porta cominciando a riempire la stanza. Quando i soggetti sperimentali erano soli, entro i primi minuti uscivano in corridoio per avvertire qualcuno. Nei casi in cui erano in gruppo, invece, soltanto il 38% di loro cercava di avvisare qualcuno entro i primi 6 minuti, percentuale che non mutava nel caso in cui nella stanza ci fossero soltanto soggetti ignari oppure i complici debitamente istruiti a fingere disinteresse per quanto avveniva intorno a loro.

## Ignoranza pluralistica ed effetto spettatore
L'ignoranza pluralistica può parzialmente spiegare l'effetto spettatore ossia il fatto che le persone siano più propense a intervenire in una situazione di emergenza quando sono sole.
Siccome i soggetti osservano le reazioni degli altri, anche in situazioni di emergenza possono concludere dall'altrui inazione che non sia necessario intervenire.
Quindi si potrebbe arrivare alla situazione in cui nessuno agisce sebbene a livello individuale qualcuno pensi che sarebbe giusto farlo. D'altra parte nel caso in cui qualcuno intervenga gli altri sono più propensi a imitarlo e aiutarlo.